# هارولد و مداد رنگی بنفش
هارولد و مداد رنگی بنفش (به انگلیسی: Harold and the Purple Crayon) یک کتاب مصور کودکانه محصول سال ۱۹۵۵ به نویسندگی و تصویرگری کراکت جانسون است. این کتاب که توسط انتشارات هارپرکالینز منتشر شده، محبوب‌ترین کتاب جانسون است و به مجموعه‌ای از کتاب‌های مرتبط دیگر و همچنین اقتباس‌های بسیاری منجر شده است. داستان به صورت سوم شخص نوشته شده و پسر بچه‌ای را در یک ماجراجویی تخیلی در طول شب دنبال می‌کند.

## اقتباس‌ها

### فیلم
در فوریه ۲۰۱۰، کلمبیا پیکچرز اعلام کرد که در حال تولید یک فیلم لایو اکشن اقتباسی از هارولد و مداد رنگی بنفش به تهیه‌کنندگی ویل اسمیت و جیمز لاسیتر و نیز نویسندگی جاش کلاوسنر است، اما تولید آن هیچ‌وقت به نتیجه نرسید. در دسامبر ۲۰۱۶ اعلام شد که دالاس کلیتون نیز از نویسندگان این فیلم خواهد بود.
در ۱۳ بهمن ۱۳۹۹ (۱ فوریه ۲۰۲۱)، اعلام شد که زکری لی‌وای در این فیلم بازی خواهد کرد، و بعدها مشخص شد که هارولد در این فیلم به عنوان یک مرد بالغ به تصویر کشیده شده و همچنین دیوید گویون و مایکل هندلمن جایگزین کلاوسنر و کلیتون شدند و جان دیویس تهیه‌کننده اثر خواهد بود. زویی دشانل به گروه بازیگران اضافه شد و اعلام شد که کارلوز سالدانیا برای کارگردانی فیلم حضور دارد. این فیلم در ابتدا قرار بود در ۷ بهمن ۱۴۰۱ (۲۷ ژانویه ۲۰۲۳) اکران شود، اما تاریخ اکران به ۹ تیر ۱۴۰۲ (۳۰ ژوئن ۲۰۲۳)، و بعداً در ۱۱ مرداد ۱۴۰۳ (۲ اوت ۲۰۲۴) به تعویق افتاد.